# Rewa (Division)
Die Division Rewa (Hindi रीवा संभाग) ist eine Division im indischen Bundesstaat Madhya Pradesh. Sie umfasst den größten Teil der Region Baghelkhand. Die Hauptstadt ist Rewa.

## Geschichte
Die Division wurde 1956 nach dem States Reorganisation Act gebildet. Sie umfasste im Wesentlichen den aufgelösten und an Madhya Pradesh angegliederten Bundesstaat Vindhya Pradesh. Damals setzte sie sich aus vier Distrikten zusammen (Rewa, Satna, Sidhi und Singrauli).
Am 14. Juni 2008 wurde aus Teilen dieser Division die neue Division Shahdol gebildet.

## Distrikte
Die Division  besteht aus vier Distrikten:
| Distrikt  | Hauptstadt | Fläche in km² | Einwohner (Stand: 2011) | Bev.-Dichte in E/km² |
| --------- | ---------- | ------------- | ----------------------- | -------------------- |
| Rewa      | Rewa       | 6.314         | 2.365.106               | 375                  |
| Satna     | Satna      | 7.502         | 2.228.935               | 297                  |
| Sidhi     | Sidhi      | 4.851         | 1.127.033               | 232                  |
| Singrauli | Singrauli  | 5.675         | 1.178.273               | 208                  |